# Mihajilo Popović
Mihajilo Popović (in serbo Михајило Поповић?; Ruma, 1º gennaio 1993) è un calciatore serbo, difensore dello Sloboda Donji Tovarnik.

## Carriera

### Club
Il 1º luglio 2022 viene acquistato a titolo definitivo dalla squadra slovacca del Liptovský Mikuláš.